# Sarcophaga aldabrae
Sarcophaga aldabrae är en tvåvingeart som beskrevs av Zumpt 1973. Sarcophaga aldabrae ingår i släktet Sarcophaga och familjen köttflugor.
Artens utbredningsområde är Aldabra. Inga underarter finns listade i Catalogue of Life.